# Balagong
Balagong (kinesiska: 巴拉贡, 巴拉贡镇) är en köping i Kina. Den ligger i den autonoma regionen Inre Mongoliet, i den norra delen av landet, omkring 390 kilometer väster om regionhuvudstaden Hohhot. Antalet invånare är 9873. Befolkningen består av 4 737 kvinnor och 5 136 män. Barn under 15 år utgör 15,0 %, vuxna 15-64 år 76 %, och äldre över 65 år 8,0 %.
Genomsnittlig årsnederbörd är 251 millimeter. Den regnigaste månaden är juli, med i genomsnitt 58 mm nederbörd, och den torraste är januari, med 1 mm nederbörd.